# Navis
Navis es el nombre genérico que los romanos aplicaban a toda embarcación. 

## Tipos denavis
Las navis de diferentes clases se distinguían con los adjetivos siguientes: 
- Actuario
- Aerata, de espolón de bronce
- Aperta, sin cubierta
- Biprora, de dos proas
- Caudicaria
- Constrata, con cubierta
- Cubiculata, dividida en diferentes cámaras para recreo y comodidad
- Cursoria, ligera
- Geraria, de transporte
- Longa
- Lusoria, de recreo
- Oneraria, de carga
- Oraria, de cabotaje
- Piratica, de piratas
- Plicatilis o Sulubilis, pequeña embarcación que se desarmaba en pedazos y podía transportarse por tierra y volverse a armar para navegar con ella en lagos o en otros mares
- Praetoria
- Rostrata, rostrada
- Sutilis, pequeña embarcación cuyo casco estaba forrado de cuero
- Tabellaria, portadora de pliegos, aviso, correo
- Trabaría, hecha de un solo tronco
- Vitilis, de armazón de mimbre.